# 山添村 (岐阜県)
山添村（やまぞえむら）はかつて岐阜県本巣郡に存在した村である。
合併で本巣村（1960年に本巣町に町制施行）になった後、2004年（平成16年）2月1日に真正町、根尾村、糸貫町と合併し本巣市となっている。
かつての本巣町の西部に該当する。村名は「山に添う」に由来し、村の東の山に添うように南北に細長い村である。また、西は根尾川に接する。

## 歴史
- 江戸時代、この地域は本巣郡であり、大垣藩領、尾張藩領であった。
- 1897年（明治30年）4月1日 - 山口村、曽井中島村が合併し発足。
- 1927年（昭和2年）11月24日 - 小作争議が激化、村外からの応援も含め数千人が結集。地主宅を農民らが取り囲んでいる最中に放火され、離れ座敷や門が焼失[1]。
- 1950年（昭和25年）6月1日 - 文殊村と合併し本巣村が発足。同日山添村廃止。

## 学校
- 文殊村山添村組合立文殊中学校 （現・本巣市立本巣中学校）
- 山添村立山添小学校 （本巣村発足と同時に文殊村立文殊小学校と統合。現本巣市立本巣小学校）

## 神社・仏閣
- 春日神社
- 正尊寺

## 交通機関
- 1956年に開業した国鉄樽見線美濃本巣駅（現・本巣駅）、2002年に開業した樽見鉄道樽見線織部駅が、旧村域に位置する。